# Wildpoepen

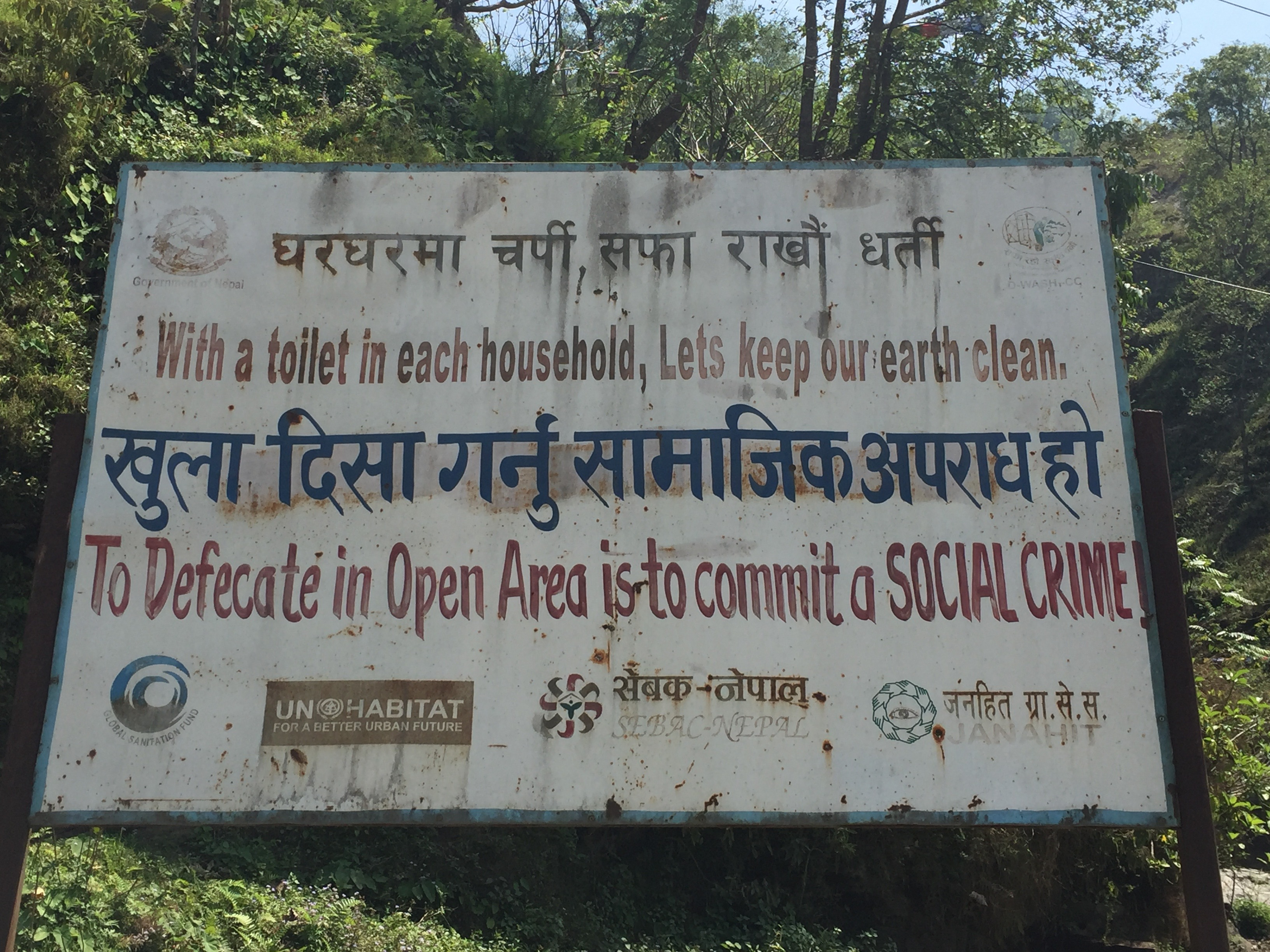
Bord tegen wildpoepen

Wildpoepen (wildkakken) betreft het poepen in de openbare ruimte, in plaats van op het hiervoor bedoelde toilet. Wildpoepen en wildplassen worden gezien als een verstoring van de openbare orde, maar zijn in Nederland alleen strafbaar op plaatsen waar dat bij Plaatselijke Verordening is bepaald. Beiden worden dan in dezelfde bepaling verboden met de omschrijving "natuurlijke behoefte", die meestal alleen binnen de bebouwde kom geldt. De boete is in Nederland €159.
Vergeleken met wildplassen komt wildpoepen veel minder voor. Dit heeft waarschijnlijker te maken met het feit dat men minder vaak (gemiddeld 1 keer per dag) ontlasting heeft en dit ook langer kan ophouden, en met het feit dat de kans groter is dat handen en kleren bevuild raken. Bovendien duurt ontlasten langer en is de pakkans dus hoger, en kunnen mensen die een broek dragen dit niet staand doen. Iemand die bijvoorbeeld bij het uitgaan aandrang tot plassen krijgt zal sneller tot wildplassen overgaan, terwijl hij bij aandrang tot ontlasten waarschijnlijk eerder zal wachten tot hij thuis is. Wel is het zo dat wildpoepen meer sporen achterlaat en daarom als hinderlijker wordt ervaren. 
In Europa komt wildpoepen vooral voor bij kampeer- en aanlegplaatsen waar geen sanitair in de buurt is. Ook in wegbermen of bij tankstations en parkeerplaatsen wordt nogal eens wildgepoept door automobilisten en vrachtwagenchauffeurs, en heeft te maken met ofwel het ontbreken van sanitair ofwel het niet willen betalen voor het gebruik hiervan. Ook plotseling opkomende diarree en het ontbreken van sanitair in de buurt kan aanleiding zijn tot wildpoepen, Bij afwezigheid van WC-papier behelpt men zich vaak met plantenbladeren.
In veel Afrikaanse en Zuidoost-Aziatische landen als India en Nepal is wildpoepen net als wildplassen vrij algemeen en soms eerder regel dan uitzondering.